# Nouvelle-Estrémadure
Pour les articles homonymes, voir Estrémadure (homonymie).
Nouvelle-Estrémadure était le nom donné à la région dans le nord de la Nouvelle-Espagne, aujourd'hui elle occupe une partie du Texas et du nord du Mexique. 
Nouvelle-Estrémadure fut aussi le nom donné pour désigner le Chili par Pedro de Valdivia ; sa capitale était Santiago (du Chili).
L'État actuel de Coahuila au Mexique faisait partie de la Nouvelle-Estrémadure. Francisco Cano fut l'un des premiers Européens à explorer cette zone. La Nouvelle-Estémadure fut le nom donné d'après la province d'Estrémadure en Espagne.